# Kupa na Bălgarija 1982-1983
La Coppa di Bulgaria 1982-1983 è stata la 1ª edizione di questo trofeo, e la 43ª in generale di una coppa nazionale bulgara di calcio, terminata il 3 aprile 1983.  Il CSKA Sofia ha vinto il trofeo per la decima volta.

## Primo turno
| Squadra 1         | Totale      | Squadra 2             | Andata | Ritorno     |
| ----------------- | ----------- | --------------------- | ------ | ----------- |
| Rodopa Smoljan    | 3 – 4       | Belasica Petrič       | 2 - 1  | 1 - 3       |
| Balkan Botevgrad  | 3 – 3 (gfc) | Neftohimik Burgas     | 3 - 1  | 0 - 2       |
| Dunav Ruse        | 7 – 5       | Botev Ihtiman         | 6 - 2  | 1 - 3       |
| Dobrudža          | 4 – 7       | Haskovo               | 3 - 1  | 1 - 6 (dts) |
| Jantra Gabrovo    | 3 – 2       | Bdin                  | 3 - 0  | 0 - 2       |
| Černolomec Popovo | 1 – 7       | Šumen                 | 1 - 1  | 0 - 6       |
| Rozova Dolina     | 4 – 2       | Pirin Blagoevgrad     | 2 - 1  | 2 - 1       |
| Beroe             | 5 – 3       | FK Etăr               | 3 - 1  | 2 - 2       |
| Botev Vraca       | 12 – 4      | Partizan Červen Brjag | 9 - 1  | 3 - 3       |
| Sliven            | 12 – 1      | Nesebăr               | 8 - 0  | 4 - 1       |
| Pirin Goce Delčev | 3 – 2       | Minjor Pernik         | 2 - 0  | 1 - 2       |
| Chirpan           | 0 – 5       | Černo More Varna      | 0 - 1  | 0 - 4       |
| Liteks Loveč      | 2 – 6       | Akademic Svištov      | 2 - 0  | 0 - 6       |
| Lokomotiv Mezdra  | 3 – 1       | Vihren Sandanski      | 3 - 1  | 0 - 0       |
| Hebăr Pazardžik   | 6 – 2       | Spartak Pleven        | 4 - 2  | 2 - 0       |
| Tryavna           | 1 – 3       | Akademik Sofia        | 0 - 1  | 1 - 2       |
| Zagorec           | 2 – 4       | Ludogorec             | 1 - 0  | 1 - 4       |
| Asenovec          | 3 – 1       | Slivniški Geroj       | 2 - 0  | 1 - 1       |
| Beloslav          | 4 – 5       | Lokomotiv GO          | 3 - 0  | 1 - 5       |
| Rilski Sportist   | 6 – 1       | Marek Dupnica         | 3 - 0  | 3 - 1       |
| Dorostol Silistra | 1 – 2       | FK Černomorec Burgas  | 1 - 0  | 0 - 2       |
| Montana           | 0 – 2       | Spartak Varna         | 0 - 0  | 0 - 2       |
| Kaliakra          | 1 – 2       | Svetkavica            | 1 - 0  | 0 - 2       |
| Botev Plovdiv     | 6 – 2       | Lokomotiv Plovdiv     | 3 - 1  | 3 - 1       |

## Secondo turno
| Squadra 1            | Totale          | Squadra 2            | Andata | Ritorno |
| -------------------- | --------------- | -------------------- | ------ | ------- |
| Pirin Goce Delčev    | 1 – 3           | Botev Vraca          | 1 - 1  | 0 - 2   |
| Belasica Petrič      | 3 – 4           | Akademik Sofia       | 3 - 1  | 0 - 3   |
| Sliven               | 3 – 2           | Dunav Ruse           | 3 - 1  | 0 - 1   |
| Asenovec             | 0 – 0 (3-2 dtr) | Šumen                | 0 - 0  | 0 - 0   |
| Černo More Varna     | 4 – 1           | Akademic Svištov     | 4 - 0  | 0 - 1   |
| Jantra Gabrovo       | 1 – 5           | Ludogorec            | 1 - 1  | 0 - 4   |
| Botev Plovdiv        | 4 – 3           | Beroe                | 2 - 0  | 2 - 3   |
| Lokomotiv Mezdra     | 2 – 3           | Neftohimik Burgas    | 2 - 0  | 0 - 3   |
| Lokomotiv GO         | 4 – 4 (gfc)     | FK Černomorec Burgas | 3 - 0  | 1 - 4   |
| Haskovo              | 1 – 3           | Hebăr Pazardžik      | 1 - 1  | 0 - 2   |
| FK Černomorec Burgas | 1 – 3           | Spartak Varna        | 1 - 0  | 0 - 3   |
| Rozova Dolina        | 3 – 1           | Svetkavica           | 3 - 0  | 0 - 1   |

## Ottavi di finale
A questo turno partecipano anche il CSKA Sofia, lo Slavia Sofia, il Levski Sofia e il Lokomotiv Sofia, esentati nei turni precedenti grazie alla loro partecipazione alle Coppe Europee.
| Squadra 1         | Totale          | Squadra 2       | Andata | Ritorno     |
| ----------------- | --------------- | --------------- | ------ | ----------- |
| Botev Vraca       | 4 – 1           | Akademik Sofia  | 3 - 1  | 1 - 0       |
| CSKA Sofia        | 3 – 2           | Lokomotiv Sofia | 3 - 2  | 0 - 0       |
| Asenovec          | 1 – 7           | Sliven          | 1 - 5  | 0 - 2       |
| Černo More Varna  | 5 – 3           | Ludogorec       | 3 - 1  | 2 - 2       |
| Botev Plovdiv     | 2 – 1           | Slavia Sofia    | 2 - 0  | 0 - 1       |
| Neftohimik Burgas | 1 – 3           | Levski Sofia    | 1 - 2  | 0 - 1       |
| Lokomotiv GO      | 3 – 3 (1-4 dtr) | Hebăr Pazardžik | 3 - 0  | 0 - 3 (dts) |
| Rozova Dolina     | 2 – 4           | Spartak Varna   | 2 - 0  | 0 - 4       |

## Quarti di finale
| Squadra 1        | Totale          | Squadra 2       | Andata | Ritorno     |
| ---------------- | --------------- | --------------- | ------ | ----------- |
| CSKA Sofia       | 4 – 2           | Botev Vraca     | 4 - 2  | 0 - 0       |
| Černo More Varna | 2 – 2 (3-4 dtr) | Sliven          | 2 - 0  | 0 - 2 (dts) |
| Botev Plovdiv    | 1 – 4           | Levski Sofia    | 1 - 1  | 0 - 3       |
| Spartak Varna    | 4 – 3           | Hebăr Pazardžik | 4 - 1  | 0 - 2       |

## Semifinali
| Squadra 1    | Risultato | Squadra 2     |
| ------------ | --------- | ------------- |
| Levski Sofia | 0 - 1     | Spartak Varna |
| Sliven       | 1 - 3     | CSKA Sofia    |

## Finale
| Arbitro: | Bogdan Dochev |

|                                         |           |  |
| Yonchev 18’ 20’ Markov 39’ Mladenov 55’ | Marcatori |  |